# Jean André Deluc
Pour les articles homonymes, voir Deluc.
Jean André Deluc (ou de Luc), né le 8 février 1727 à Genève et mort le 7 novembre 1817 à Windsor, est un physicien, géologue et philosophe suisse, qui fut l'un des premiers savants à explorer la haute montagne.

## Biographie
Jean André Deluc, né le 8 février 1727 à Genève, est le fils de Jacques-François Deluc, un horloger ami de Jean-Jacques Rousseau, et de Françoise Huaut, il épouse en premières noces Françoise Vieusseux (1729-1768) et plus tard Mary Cooper (1740-1805).

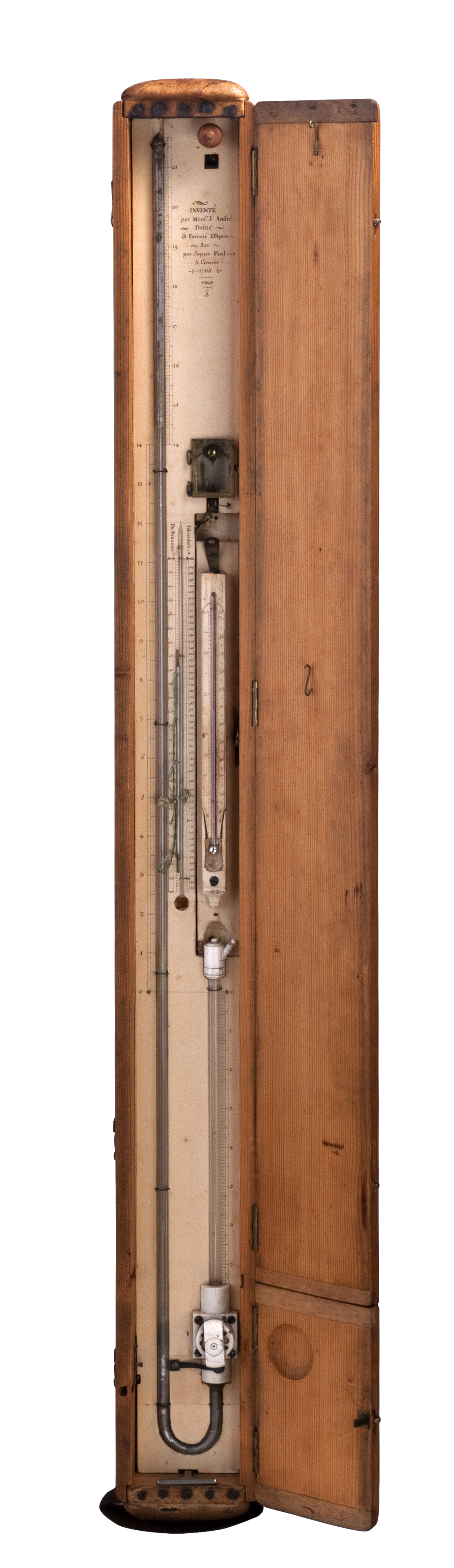
Baromètre transportable de Deluc exécuté par Jacques Paul à Genève (1763).

Destiné à une carrière commerciale, Jean André Deluc possède un esprit curieux et reçoit une bonne instruction en mathématiques auprès de Georges-Louis Le Sage. Passionné de physique, de philosophie et de géologie, il se met dès 1754 à explorer les Alpes en compagnie de son frère Guillaume-Antoine (1729-1812) et se constitue peu à peu une très riche collection de fossiles et de roches, qui servira de base à ses futures spéculations géologiques. Dès les années 1760, il perfectionne le thermomètre de Réaumur en remplaçant l'esprit-de-vin par le mercure, puis invente un hygromètre à ivoire. Il consacre près de vingt ans à l'étude des phénomènes atmosphériques, et en particulier à la détermination des hauteurs à l'aide d'un baromètre. C'est ainsi qu'il s'aventure avec son frère Guillaume Antoine sur les « hauteurs des lieux accessibles » et jette notamment son dévolu sur le mont Buet. Véritables précurseurs de l'alpinisme, les deux Genevois tentent trois fois l'ascension à partir de 1765 avant de parvenir au sommet le 22 septembre 1770 avec leurs instruments de mesure : baromètre, thermomètre, hygromètre et les accessoires propres à faire bouillir de l'eau. Le compte rendu des tentatives et de la première ascension, publié en 1772 par J. A. Deluc dans Recherches sur les modifications de l'atmosphère, constitue le premier véritable récit d'excursion en haute montagne et un témoignage exceptionnel sur les débuts de l'alpinisme. Mais cet ouvrage est d'abord un traité de météorologie qui détaille l'ensemble de ses recherches empiriques pour la mise au point du baromètre et du thermomètre et l'établissement d'une formule hypsométrique crédible.
Nommé en 1768 délégué de Genève à Paris, Jean André Deluc devient en 1770 membre du Conseil des Deux-Cents de Genève. Ses affaires ayant périclité, il émigre en Angleterre (1773), où il devient lecteur de la reine Charlotte d'Angleterre et fellow de la Royal Society (1774). Il conserve sa position à la cour jusqu'à la fin de sa vie et se consacre à la philosophie et la morale, thèmes principaux de l'ouvrage Lettres physiques et morales sur l'histoire de la terre et de l'homme.

### Œuvre
Mis à l'abri du besoin par ses nouvelles fonctions, Deluc peut enfin se consacrer à la rédaction de ses interminables Lettres physiques et morales sur l'Histoire de la Terre et de l'Homme (6 vol., 1778-80). Cet ouvrage, qui a pour but d'établir une géologie compatible avec le texte de la Genèse est fondé sur des observations recueillies dans de nombreuses localités d'Angleterre, d'Allemagne, de Suisse et d'Italie, ainsi que sur une critique systématique des principales théories concurrentes. Deluc est alors convaincu que les principales caractéristiques de l'histoire de la Terre, et particulièrement de son histoire récente, peuvent s'expliquer par une immense catastrophe qui a fait disparaître de nombreuses espèces, en a forcé d'autres à migrer, et contraint quelques-unes à transmuter, c'est-à-dire à s'adapter à de nouvelles conditions telles que la diminution de la salinité de l'eau. 
Pour faire suite, et donner un cadre théorique à ses très empiriques Recherches sur les modifications de l'atmosphère, Deluc publie en 1786-1787 de très théoriques Idées sur la météorologie, qui déclenchent une polémique avec Horace Bénédict de Saussure autour des mérites de leurs hygromètres respectifs . Mais l'essentiel de l'ouvrage repose sur un système compliqué de fluides expansifs et d'agents physiques manifestes ou cachés qui évoquent vaguement les spéculations de son maître Georges-Louis Le Sage. Cette approche météorologique de la physique et de la chimie va d'ailleurs conditionner son attitude face à la chimie nouvelle, qui sera celle d'un refus de plus en plus obstiné.

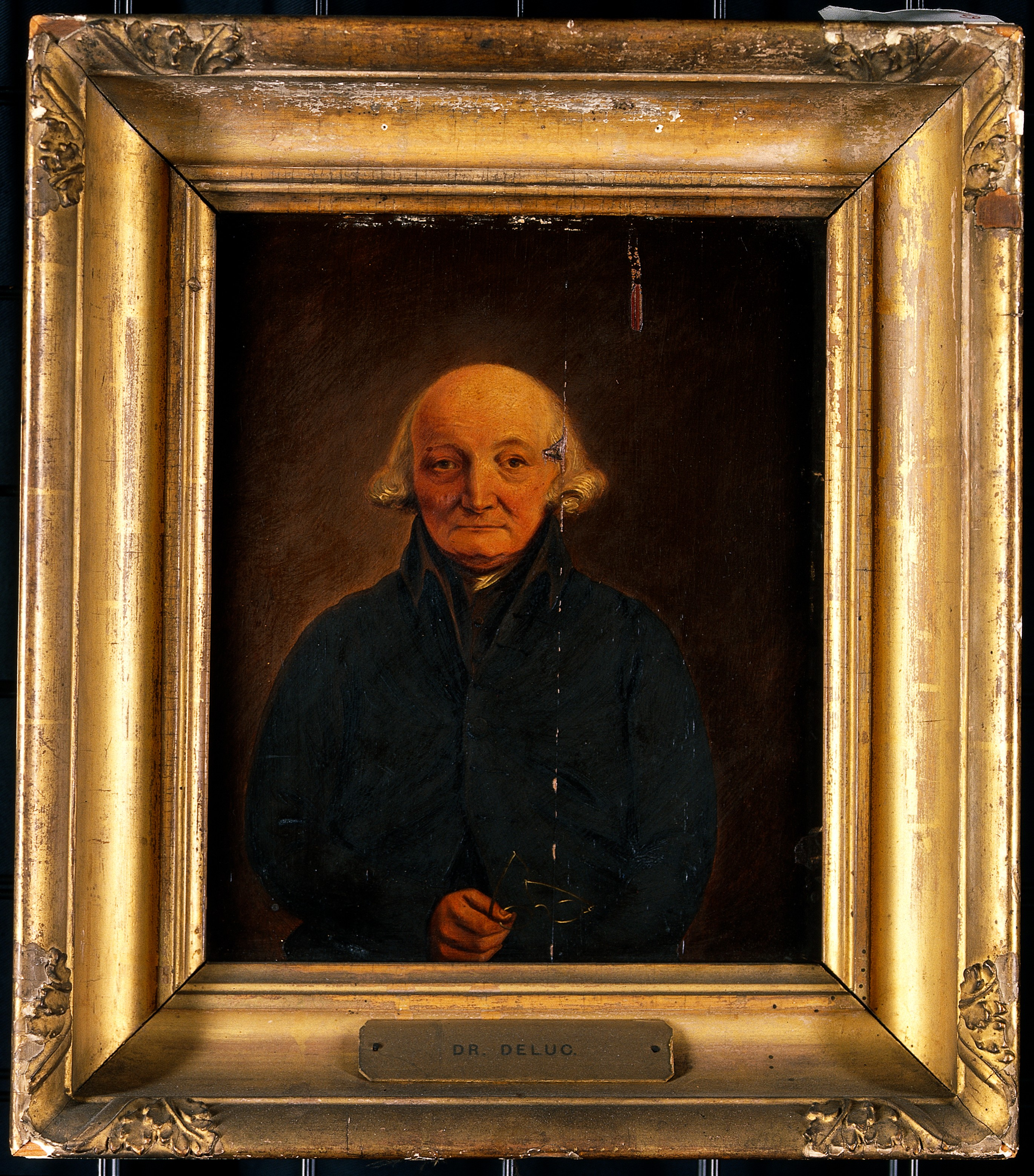
Portrait de Jean-André Deluc (Wellcome Institute, Londres).

La suite de la carrière de Deluc est marquée par de nombreuses autres publications de physique, de géologie et de chimie, dont le caractère polémique et la longueur ne contribueront pas toujours à faire grandir sa réputation. Avec la bénédiction de Jean-Claude de Lamétherie, rédacteur du Journal de Physique il publie ainsi entre 1790 et 1793 des dizaines de lettres sur la physique, la géologie et la chimie, qui doivent servir de base à un nouveau système de géologie remontant jusqu'aux origines de la Création. Dans les années suivantes, il publie des versions anglaise, allemande et française d'une histoire de la terre subdivisée en six périodes : ses Lettres sur l'histoire physique de la Terre, adressées à M. le Prof. Blumenbach pour la version française (1798). Effrayé par la tournure prise par la Révolution française, Deluc se fait par ailleurs polémiste acharné en politique et en religion comme dans les sciences, cherchant à combattre l'athéisme aussi bien que la chimie de Lavoisier ou la géologie de Hutton.
Au cours d'un séjour prolongé en Allemagne (1798-1804), Deluc reçoit le titre de professeur honoraire de philosophie et de géologie à l'Université de Göttingen. Malgré l'amitié de Georg Christoph Lichtenberg, il passe alors l'essentiel de son temps à Berlin, combinant des missions diplomatiques officieuses avec des travaux de recherche sur l'électricité et la rédaction de pamphlets philosophiques et religieux.
Tout au long de sa carrière, Jean-André Deluc a bénéficié de la collaboration de son frère Guillaume-Antoine (1729-1812), collecteur de fossiles et auteur d'une quarantaine de mémoires relatifs à des questions géologiques. Il fut également l'oncle de Jean-André Deluc jr (1763-1847), qui poursuivra l'œuvre familiale dans le domaine de la paléontologie. C'est pourtant dans la météorologie, et particulièrement la mise au point d'instruments, que sa contribution à la science de son temps fut la plus durable.
Une partie de la collection de fossiles des Deluc est aujourd'hui conservée au muséum d'histoire naturelle de Genève, institution dont il était membre quand elle était alors le « Musée académique ».

## Publications

### Principales publications
- Recherches sur les modifications de l'atmosphère (1772).
- Relation de différents voyages dans les Alpes de Faucigny, avec Pierre-Gédéon Dentand (1776).
- Lettres physiques et morales sur l'histoire de la terre et de l'homme, 5 tomes, 1778-1780 Numérisation : Linda Hall Library (États-Unis).
- Idées sur la météorologie (1786-1787).
- Lettres sur quelques parties de la Suisse (1787).
- Lettres de M. de Luc à M. Delamétherie, Observations sur la physique, t. 36 à 42 (1790-1793).
- Lettres sur l'histoire physique de la Terre, adressées à M. le Prof. Blumenbach (1798).
- Bacon tel qu'il est (1800) : un ouvrage publié dans le but de combattre Antoine Lassalle, traducteur infidèle du philosophe anglais.
- Lettres sur le Christianisme adressées à M. le Pasteur Teller (1801).
- Précis de la philosophie de Bacon (1802).
- Introduction à la physique terrestre par les fluides expansibles: précédée de deux mémoires sur la nouvelle théorie chymique (1803).
- Traité élémentaire sur le fluide électrico-galvanique (1804) [lire en ligne].
- Traité élémentaire de géologie (1809).
- Geological Travels: Travels in the North of Europe (vol. 1) ; Travels in England (vol. 2 & 3) (1810-1811).
- Experiments concerning the electric machine: showing the electric effects of friction between bodies (1811).
- Geological travels in some parts of France, Switzerland and Germany (2 vol., 1813)

### Publications de chimie
- « Lettre à M. de la Métherie Sur la nature de l'eau, du phlogistique, des acides et des airs », Observations sur la physique, 36, 1790, p. 144-154.
- « Troisième Lettre à M. de la Métherie Sur les vapeurs, les fluides aériformes et l'air atmosphérique », Observations sur la physique, 36, 1790, p. 276-290.
- « Quatrième Lettre à M. de la Métherie Sur la pluie », Observations sur la physique, 36, 1790, p. 363-379.
- « Lettre à M. Fourcroy sur la chimie moderne », Observations sur la physique, 38, 1791, p. 460-465.
- « Seconde Lettre à M. Fourcroy sur la nouvelle théorie chimique », Observations sur la physique, 39, 1791, p. 117-131.
- « Troisième Lettre à M. Fourcroy sur la nouvelle chimie », Observations sur la physique, 39, 1791, p. 117-131.
- « Trentième Lettre à M. de la Métherie sur la cohésion et les affinités. Eclaircissements sur quelques points géologiques », Observations sur la physique, 42, 1793, p. 218-237.
- « Trente-unième Lettre à M. de la Métherie sur les fluides expansibles », Observations sur la physique, 43, 1793, p. 20-38

### Publications en ligne
- Liste de publications en ligne sur e-rara.ch

## Honneur
- En 1935, l'Union astronomique internationale a donné le nom de Deluc à un cratère lunaire.